# Mohammad Mustafa (politico)
Mohammad Mustafa (Kafr Sur, 26 agosto 1954) è un economista e politico palestinese, è primo ministro dello Stato di Palestina e dell'Autorità nazionale palestinese dal 31 marzo 2024.
In precedenza è stato presidente del consiglio di amministrazione del Palestine Investment Fund (PIF), consigliere economico del presidente Mahmoud Abbas e membro indipendente del comitato esecutivo dell'Organizzazione per la liberazione della Palestina. Inoltre ne è stato vice primo ministro della Palestina nel 2013-2014 e Ministro dell'Economia dal 6 giugno 2013 al 31 luglio 2015.